# Cruz del Gigante
La cruz del Gigante o cruz de los Hombres es una cruz de término de Llucmajor, Mallorca, situada en el cruce del camino de Llucmajor al Santuario de Nuestra Señora de Gracia y el camino viejo de Montuiri, probablemente para indicar el desvío hacia el Santuario.
La altura total de esta cruz es de 3,11 m y es una cruz muy sencilla sin reminiscencia estilística e iconográfica. Está compuesta por una escalonada octogonal de cuatro escalones, un fuste de sección octogonal y un crucero de tipología griega de brazos rectos con terminaciones cóncavas. No tiene capitel y en este sentido el fuste y el crucero se encuentran unidos uno con el otro. Fue construida en 1772 posiblemente para sustituir una más antigua que se habría estropeado. Su estado de conservación es muy deficiente.